# Old Vic Company
Die Old Vic Company war das Ensemble des Old Vic Theatre zwischen 1929 und 1963.
Nach einer etwas bewegten Geschichte der Spielstätte formte sich an ihr 1929 die Company unter der Leitung von Sir John Gielgud. 1946 wurde als Ableger das Bristol Old Vic gegründet. Dessen Geschichte verläuft ungebrochen bis heute.
1963 wurden Spielstätte und der Kern der Company vom als Sparmodell neu gegründeten Royal National Theatre unter seinem ersten Direktor Sir Laurence Olivier übernommen. 1976 zog das Nationaltheater in seinen Neubau.
Ab 1988 inszenierte Peter Hall mit seiner eigenen Company.
2003 wurde angekündigt, die wiederbelebte Old Vic Company werde eigene Produktionen aufnehmen. Tatsächlich wurde 2004 unter der künstlerischen Leitung von Kevin Spacey die erste Spielzeit eröffnet.